# Diario de un nuevo mundo
Diario de un nuevo mundo (en portugués: Diário de um novo mundo) es una película de 2005 coproducida por Brasil, Argentina, Portugal y Uruguay. Dirigida por Paulo Nascimento y basada en la novela histórica Um quarto de légua em quadro (1976), del escritor y periodista brasileño Luiz Antonio de Assis Brasil, es un drama protagonizado por Edson Celulari, Daniela Escobar, Rogério Samora, Jean Pierre Noher, Gonzalo Durán, Marcos Paulo y Nicola Siri.

## Sinopsis
En 1752, un navío cruza el océano Atlántico, con el hambre y la enfermedad dominando la embarcación. Uno de los pasajeros es el médico y escritor Gaspar de Fróes (Celulari), quien narra en su diario las peripecias del viaje y la llegada a Brasil. Tras esa llegada, Gaspar se enamora de María (Escobar), la esposa de un militar portugués influyente (Samora), lo que le causa problemas en nuevas tierras.

## Producción
Fue grabada en las ciudades de Rio Pardo, Florianópolis y Chuy.

## Premios
- Kikito de Oro al mejor guion y Premio del Jurado Popular a la mejor película en el Festival de Cine de Gramado (2005).